# Navaescurial
Navaescurial ist ein zentralspanischer Ort und eine Gemeinde (Municipio) mit 53 Einwohnern (Stand: 2024) in der Provinz Ávila in der Autonomen Region Kastilien-León. Neben dem gleichnamigen Hauptort Navaescurial besteht die Gemeinde aus den Ortschaften El Barrio, Las Marías und Zapata. 

## Lage und Klima
Die Gemeinde Navaescurial liegt auf der Ostseite der Sierra de Gredos im Südwesten der Provinz Ávila in einer Höhe von ca. 1210 m. Die Entfernung nach Ávila beträgt knapp 55 km (Fahrtstrecke) in ostnordöstlicher Richtung. Das Klima ist gemäßigt bis warm; der Regen fällt mit Ausnahme der trockenen Sommermonate übers Jahr verteilt.

## Bevölkerungsentwicklung
| Jahr      | 1970 | 1981 | 1991 | 2001 | 2011 | 2021 |
| Einwohner | 283  | 161  | 125  | 78   | 58   | 48   |

## Sehenswürdigkeiten
- Bartholomäuskirche
- Apolonienkapelle
- Kirche der Unbefleckten Empfängnis in El Barrio

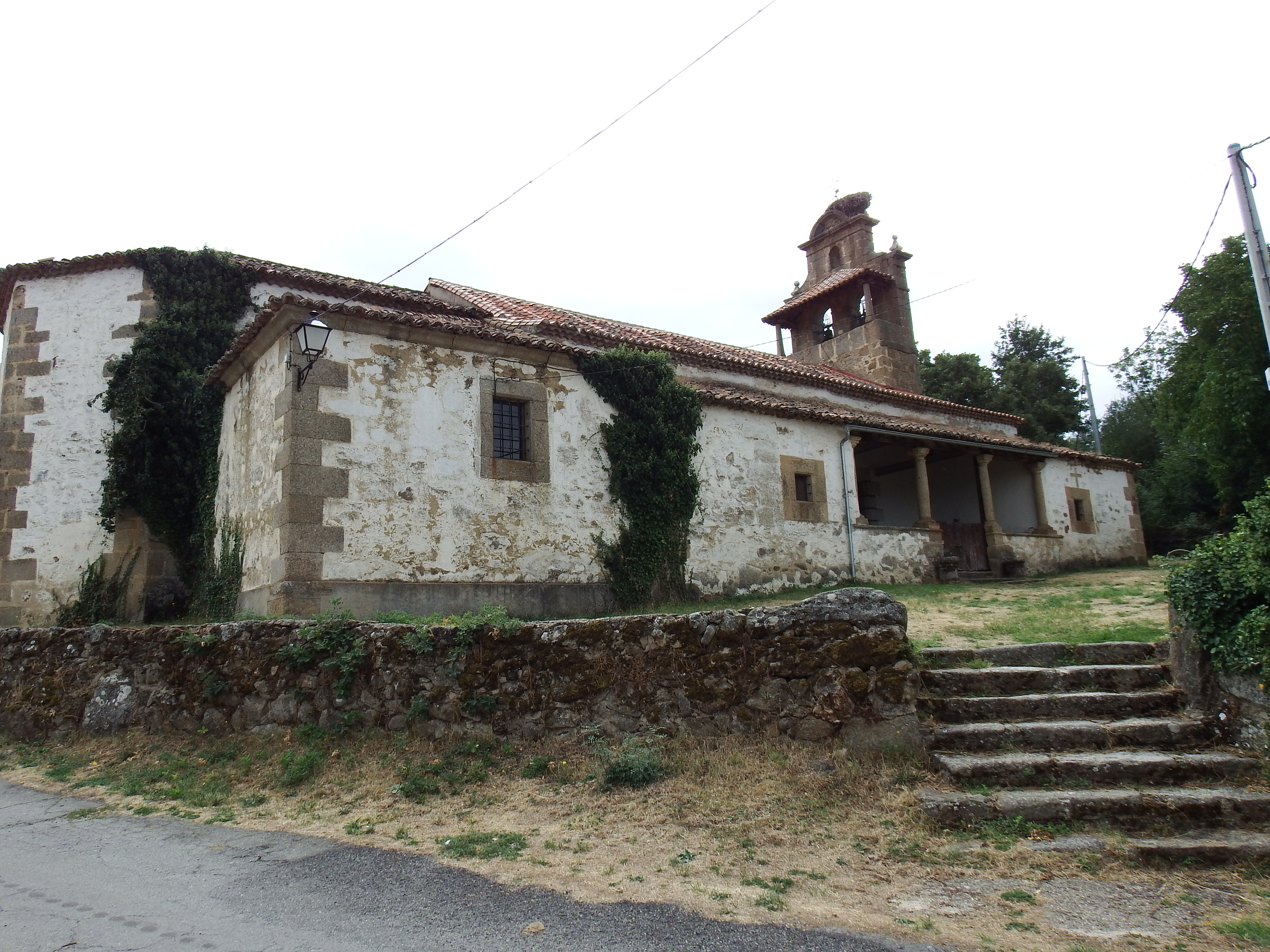
Bartholomäuskirche
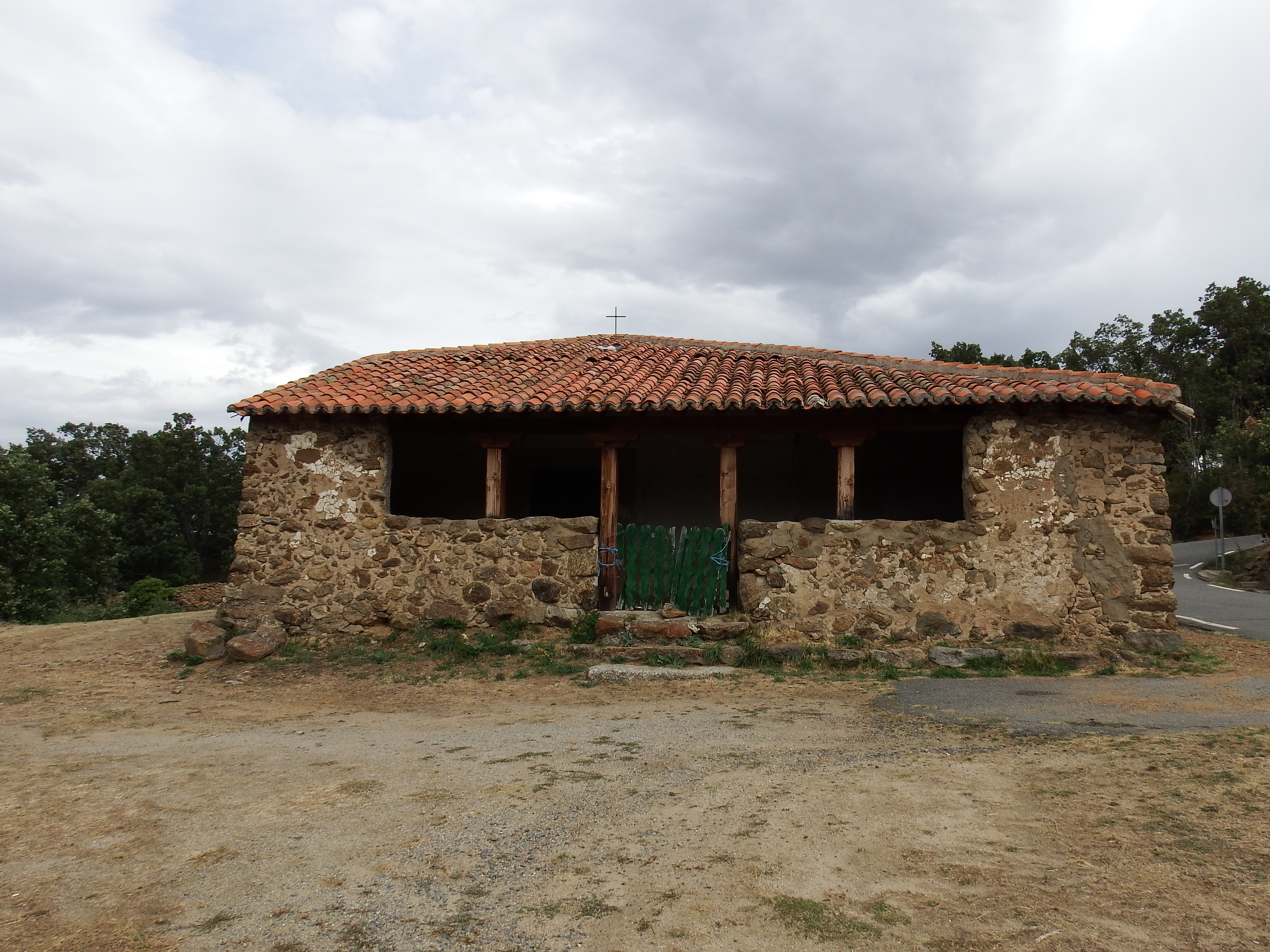
Apolonienkapelle
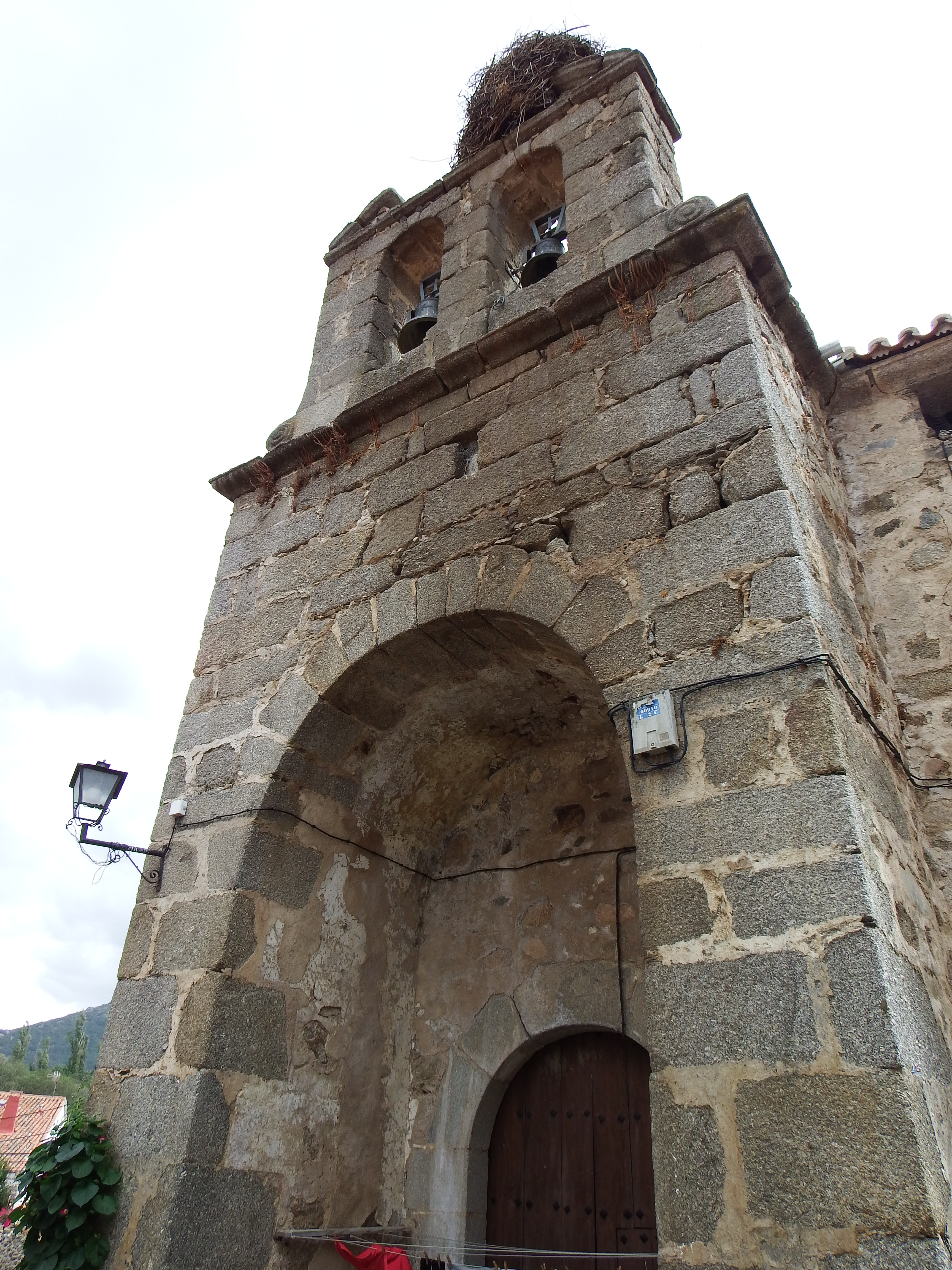
Kirche der Unbefleckten Empfängnis
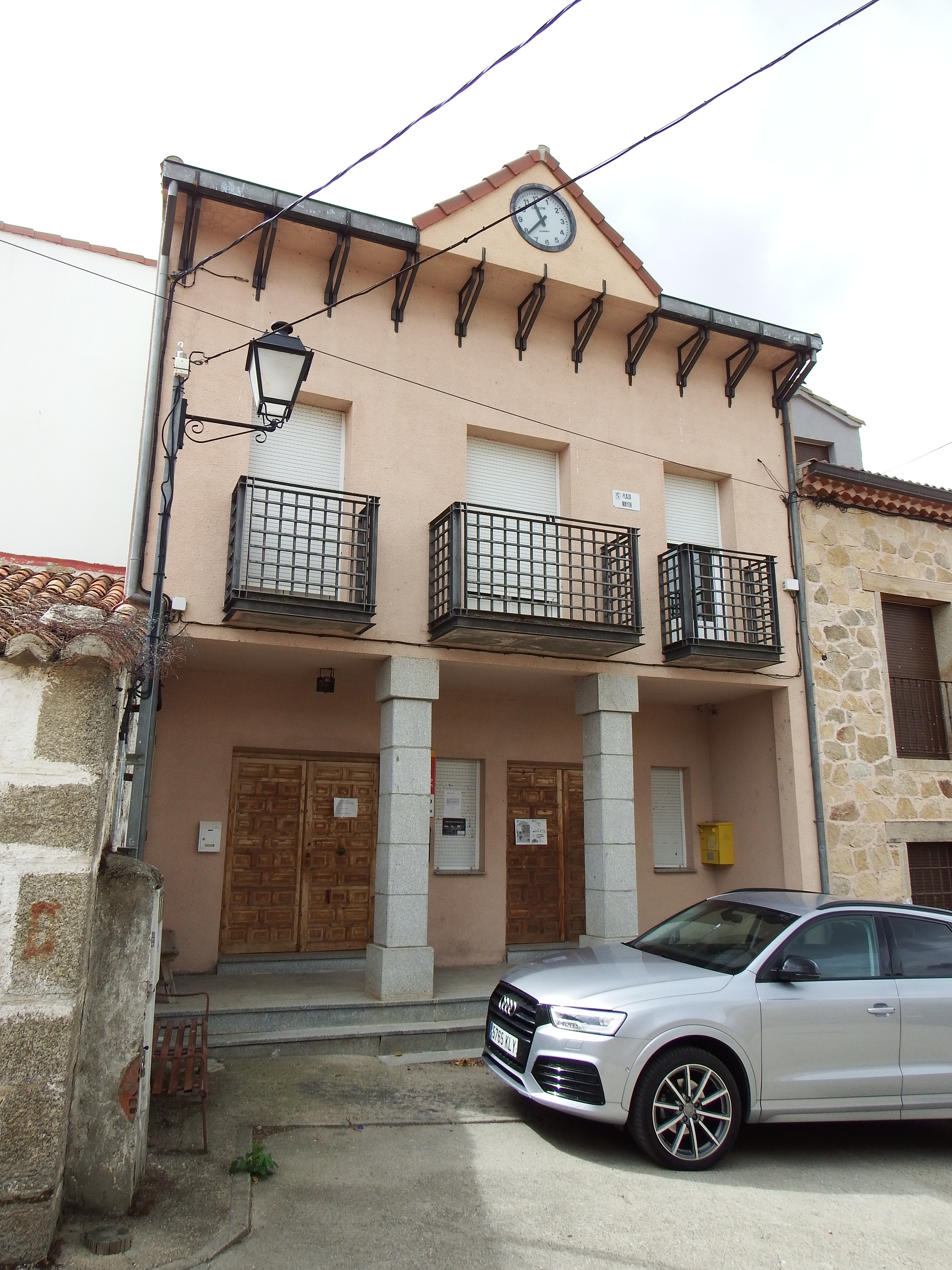
Rathaus